# Sveti Boštjan, Dravograd
Sveti Boštjan, pogosto zapisano okrajšano kot Sv. Boštjan, je naselje v Občini Dravograd.